# Collericamente vostro "Braccio di Ferro"
Collericamente vostro "Braccio di Ferro" (Popeye the Sailor), nota anche come Braccio di Ferro, è una serie televisiva d'animazione prodotta dalla divisione televisiva del King Features Syndicate e trasmessa in syndication dal 1960 al 1962. La serie, realizzata da diversi studi di animazione, è composta da 220 segmenti di 5 minuti, che sono stati trasmessi singolarmente o raggruppati in 55 episodi da 23 minuti.

## Produzione
Alla fine degli anni cinquanta i cortometraggi cinematografici della serie Braccio di Ferro distribuiti dalla Paramount Pictures dal 1933 al 1957 iniziarono ad andare in onda in syndication in molti mercati televisivi grazie alla Associated Artists Productions, ottenendo ascolti altissimi. Il King Features Syndicate, che possedeva i diritti di stampa per il nome del personaggio, non otteneva alcun guadagno dalla distribuzione dei cortometraggi. Per sfruttare la popolarità televisiva di Braccio di Ferro, il King Features commissionò frettolosamente una nuova serie di 220 cortometraggi televisivi. Al Brodax, capo della neonata divisione televisiva del King Features (conosciuta oggi come Hearst Entertainment), fu produttore esecutivo dei cartoni animati; come Brodax ricordò: "L'investimento era di soli venticinquemila dollari per due pezzi da cinque minuti e mezzo. L'intera serie incassò tre milioni di dollari nel nostro primo anno semplicemente andando in onda nelle stazioni che avevano già avuto un grande successo con i vecchi Braccio di Ferro".
La serie fu prodotta utilizzando la tecnica dell'animazione limitata, i cui valori di produzione erano in netto contrasto con le loro controparti cinematografiche. L'artwork fu snellito, semplificato per i budget televisivi e i cartoni furono completati a un ritmo vertiginoso. I 220 cartoni animati televisivi vennero prodotti in 18 mesi, quando per i 231 cartoni animati cinematografici erano stati necessari 24 anni. I dialoghi furono registrati a New York, e videro il ritorno nei loro ruoli di Jack Mercer, Mae Questel e Jackson Beck che doppiarono tutti i personaggi della serie. I cartoni animati furono invece prodotti da diversi studi per guadagnare tempo, cosa che si riflette nello stile dell'animazione e nel character design. 101 segmenti furono prodotti e diretti da Jack Kinney per la sua società Jack Kinney Productions, al ritmo di uno alla settimana. Altri 63 segmenti, la maggior parte dei quali sono considerati tra i migliori della serie, furono diretti da Seymour Kneitel per la Paramount Cartoon Studios, che col nome di Famous Studios aveva prodotto i corti cinematografici dal 1942 al 1957. 28 segmenti furono diretti da Gene Deitch e prodotti in Europa dalla Rembrandt Films, spesso commissionando l'animazione in outsourcing all'italiana Corona Cinematografica di Gibba e alla britannica Halas and Batchelor. Infine, 18 segmenti furono diretti da Paul Fennell per la Larry Harmon Pictures e 10 da Bob Bemiller e Tom McDonald per la Gerald Ray Studios.
In questa nuova serie Braccio di Ferro mantenne la sua uniforme bianca da marinaio che indossa nella maggior parte dei cartoni animati prodotti dalla Famous Studios. Lo stesso studio era stato anche responsabile di aver reso più attraente il design del viso di Olivia Oyl, cambiamento mantenuto per la serie TV nella quale indossa però i suoi abiti dei fumetti. I due film pilota della serie sono facili da distinguere poiché presentano dei character design diversi. Barbecue per due (di Kinney) presenta i protagonisti così come apparivano nel fumetto, mentre in Hits and Missiles (di Kneitel) Olivia indossa la maglietta a maniche corte e i tacchi alti dei film della Famous Studios. Entrambi i segmenti presentano inoltre la sigla dei corti della Famous Studios anziché il nuovo arrangiamento di Winston Sharples usato nel resto della serie. La Paramount Pictures affermava di possedere il nome Bluto, sebbene avesse avuto origine in un'avventura a fumetti del 1932 di proprietà del King Features Syndicate. Il Syndicate apparentemente dimenticò l'origine di Bluto e Brodax lo ribattezzò Bruto (Brutus), facendone un personaggio totalmente nuovo e con alcune differenze di design e personalità rispetto a Bluto. La serie presenta numerosi personaggi dei fumetti che non erano mai apparsi nei cortometraggi: la Strega del Mare, Casagrossa, Re Blozo, Barbaspina, Alice la Goon, la gallina fischiona e il professor O.G. Wotasnozzle. Eugenio il Gip, che aveva debuttato nei corti della Fleischer Studios, ebbe un maggior numero di apparizioni in questa serie.

## Doppiaggio
| Personaggio      | Doppiatore originale | Doppiatore italiano                          |
| ---------------- | -------------------- | -------------------------------------------- |
| Braccio di Ferro | Jack Mercer          | Gianni Giuliano Toni Orlandi Angelo Maggi    |
| Olivia Oyl       | Mae Questel          | Paola Piccinato Antonella Rinaldi            |
| Bruto            | Jackson Beck         | Silvio Noto Goffredo Matassi Marcello Prando |
| Strega del mare  | Mae Questel          | Elena Magoia                                 |

## Episodi
Essendo ignoto l'ordine di trasmissione originale, gli episodi sono elencati nella forma accorpata e nell'ordine fornito dalla Hearst Entertainment.
| nº | Titolo originale                            | Titolo italiano                               | Regista         | Anno |
| -- | ------------------------------------------- | --------------------------------------------- | --------------- | ---- |
| 1  | Hits and Missiles                           |                                               | Seymour Kneitel | 1960 |
| 1  | Plumbers Pipe Dream                         | Il sogno di un idraulico                      | Jack Kinney     | 1960 |
| 1  | Jeep Tale                                   | Storia di Eugenio il Jeep                     | Jack Kinney     | 1960 |
| 1  | From Way Out                                |                                               | Gene Deitch     | 1960 |
| 2  | Hoppy Jalopy                                | La grande corsa                               | Paul Fennell    | 1960 |
| 2  | Popeye's Pep-Up Emporium                    |                                               | Jack Kinney     | 1960 |
| 2  | Baby Phase                                  | Il piccolo giocoliere                         | Tom McDonald    | 1960 |
| 2  | Weather Watchers                            | Bollettino meteorologico                      | Jack Kinney     | 1960 |
| 3  | Golden-Type Fleece                          | Il vello d'oro                                | Jack Kinney     | 1960 |
| 3  | Dead-Eye Popeye                             | La legge è legge                              | Paul Fennell    | 1960 |
| 3  | Coffee House                                | Gioventù moderna                              | Jack Kinney     | 1960 |
| 3  | The Billionaire                             | Il miliardario                                | Gene Deitch     | 1961 |
| 4  | Popeye and the Phantom                      | Il fantasma                                   | Jack Kinney     | 1960 |
| 4  | Mueller's Mad Monster                       | Il mostro di Pazzenstein                      | Paul Fennell    | 1960 |
| 4  | Popeye's Pet Store                          |                                               | Jack Kinney     | 1960 |
| 4  | Blinkin' Beacon                             | L'uomo del faro                               | Jack Kinney     | 1960 |
| 5  | Caveman Capers                              | Galateo cavernicolo                           | Paul Fennell    | 1960 |
| 5  | Popeye and the Spinach Stalk                | Braccio di Ferro e lo spinacio gigante        | Jack Kinney     | 1960 |
| 5  | Aztec Wreck                                 | I ruderi antichi                              | Jack Kinney     | 1960 |
| 5  | After the Ball Went Over                    | La partita di ping pong                       | Jack Kinney     | 1960 |
| 6  | Ski-Jump Chump                              | Discesa quasi libera                          | Paul Fennell    | 1960 |
| 6  | Popeye's Car Wash                           | Braccio di Ferro all'autolavaggio             | Jack Kinney     | 1960 |
| 6  | Popeye and the Dragon                       | Caccia al drago                               | Jack Kinney     | 1960 |
| 6  | Mississippi Sissy                           | Il segreto dell'agente segreto                | Jack Kinney     | 1960 |
| 7  | Irate Pirate                                | Teschio e tibia                               | Paul Fennell    | 1960 |
| 7  | Muskels Shmuskels                           | Muscoli                                       | Paul Fennell    | 1960 |
| 7  | Interrupted Lullaby                         | Un pomeriggio tranquillo                      | Gene Deitch     | 1960 |
| 7  | Goon with the Wind                          | La regina degli aborigeni                     | Gene Deitch     | 1960 |
| 8  | Foola-Foola Bird                            | L'uccello saltapicchio                        | Paul Fennell    | 1960 |
| 8  | Sweapea Thru the Looking Glass              | Attraverso uno specchio                       | Jack Kinney     | 1960 |
| 8  | Skyscraper Capers                           | Un posto altolocato                           | Jack Kinney     | 1960 |
| 8  | Hamburger Fishing                           | A pesca di hamburger                          | Jack Kinney     | 1960 |
| 9  | Childhood Daze                              | La macchina per tornare bambini               | Paul Fennell    | 1960 |
| 9  | Jingle Jangle Jungle                        | Suoni della jungla                            | Jack Kinney     | 1960 |
| 9  | Popeye the Popular Mechanic                 | Il servo robot                                | Jack Kinney     | 1960 |
| 9  | Popeye in Haweye                            | Olivia Haway                                  | Jack Kinney     | 1960 |
| 10 | Incident at Missile City                    | Missili ogni dove                             | Seymour Kneitel | 1960 |
| 10 | Fashion Fotography                          | Foto di moda                                  | Jack Kinney     | 1960 |
| 10 | Sea No Evil                                 | Mare amaro                                    | Gene Deitch     | 1960 |
| 10 | Popeye's Junior Headache                    | Braccio di Ferro baby sitter                  | Bob Bemiller    | 1960 |
| 11 | Dog Catcher Popeye                          | L'accalappiacani                              | Seymour Kneitel | 1960 |
| 11 | Popeye the Piano Mover                      | Trasporto pianoforti                          | Jack Kinney     | 1960 |
| 11 | Take It Easel                               | Il concorso di pittura                        | Bob Bemiller    | 1960 |
| 11 | Popeye the Fireman                          | Braccio di Ferro pompiere                     | Jack Kinney     | 1960 |
| 12 | What's News                                 | Ultime notizie                                | Seymour Kneitel | 1960 |
| 12 | Voo-Doo to You Too                          | Fiori di magia                                | Seymour Kneitel | 1960 |
| 12 | Matinée Idol Popeye                         | Ciak si gira                                  | Gene Deitch     | 1960 |
| 12 | Popeye and the Giant                        | Braccio di Ferro e il gigante                 | Jack Kinney     | 1960 |
| 13 | Sheepish Sheep-Herder                       | Un pastore timido                             | Paul Fennell    | 1960 |
| 13 | Sea Serpent                                 | Il serpente marino                            | Seymour Kneitel | 1960 |
| 13 | Little Olive Riding Hood                    | Olivia nel bosco                              | Jack Kinney     | 1960 |
| 13 | Invisible Popeye                            | Braccio di Ferro è invisibile                 | Jack Kinney     | 1960 |
| 14 | Track Meet Cheat                            | Siamo tutti sportivi                          | Paul Fennell    | 1960 |
| 14 | Scairdy Cat                                 | La fifa fa novanta                            | Seymour Kneitel | 1961 |
| 14 | Popeye's Trojan Horse                       | Il cavallo di Troia                           | Jack Kinney     | 1960 |
| 14 | Aladdin's Lamp                              | La lampada di Aladino                         | Seymour Kneitel | 1961 |
| 15 | Crystal Ball Brawl                          | Una rissa per una sfera di cristallo          | Paul Fennell    | 1960 |
| 15 | Uranium on the Cranium                      | La febbre dell'uranio                         | Paul Fennell    | 1960 |
| 15 | Shoot the Chutes                            | Lancio col paracadute                         | Jack Kinney     | 1960 |
| 15 | Out of This World                           | Fuori da questo mondo                         | Jack Kinney     | 1960 |
| 16 | Swee'pea Soup                               | Re Blozo pretendente al trono                 | Gene Deitch     | 1960 |
| 16 | Two-Faced Paleface                          | Uno strano pellerossa                         | Paul Fennell    | 1960 |
| 16 | Spare Dat Tree                              | I re della foresta                            | Jack Kinney     | 1960 |
| 16 | Frozen Feuds                                | La racchia delle nevi                         | Jack Kinney     | 1960 |
| 17 | Weight for Me                               | La cura dimagrante                            | Gene Deitch     | 1961 |
| 17 | Potent Lotion                               | Un profumo tutto da godere                    | Gene Deitch     | 1960 |
| 17 | Paper Pasting Pandemonium                   | Carta da parati                               | Jack Kinney     | 1960 |
| 17 | Tiger Burger                                | Hamburger nella giungla                       | Jack Kinney     | 1960 |
| 18 | Old Salt Tale                               | La favola dell'acqua e del sale               | Jack Kinney     | 1960 |
| 18 | Seer-ring Is Believer-ring                  | L'anello incantato                            | Seymour Kneitel | 1961 |
| 18 | Popeye Revere                               | Rivedendo la storia                           | Jack Kinney     | 1960 |
| 18 | The Glad Gladiator                          | Braccio di Ferro gladiatore                   | Jack Kinney     | 1960 |
| 19 | Jeep Is Jeep                                |                                               | Seymour Kneitel | 1960 |
| 19 | Strange Things Are Happening                | Una strana congiura                           | Seymour Kneitel | 1961 |
| 19 | Popeye's Testimonial Dinner                 | Ospite d'onore                                | Jack Kinney     | 1960 |
| 19 | Popeye the Ugly Ducklin'                    | Brutto anatroccolo                            | Jack Kinney     | 1960 |
| 20 | Pop Goes the Whistle                        | Guglielmo che fischia                         | Seymour Kneitel | 1961 |
| 20 | Giddy Gold                                  | La febbre dell'oro                            | Seymour Kneitel | 1961 |
| 20 | Around the World in Eighty Ways             | Il giro del mondo in 80 modi                  | Jack Kinney     | 1960 |
| 20 | The Troll Wot Got Gruff                     | Lo gnomo cattivo                              | Jack Kinney     | 1960 |
| 21 | My Fair Olive                               | A singolar tenzone                            | Seymour Kneitel | 1961 |
| 21 | Which Is Witch                              | Olivia e il suo doppione                      | Gene Deitch     | 1961 |
| 21 | Kiddie Kapers                               | Tornando bambini                              | Seymour Kneitel | 1961 |
| 21 | Popeyed Columbus                            | Braccioforo Colombo                           | Jack Kinney     | 1961 |
| 22 | Popeye Thumb                                | Pollicino                                     | Seymour Kneitel | 1961 |
| 22 | Barbecue for Two                            | Barbecue per due                              | Jack Kinney     | 1960 |
| 22 | Astro-Nut                                   | Braccio di Ferro astronauta                   | Gene Deitch     | 1960 |
| 22 | Popeye's Used Car                           | Auto d'occasione                              | Jack Kinney     | 1960 |
| 23 | Popeye's Tea Party                          | Invito a prendere il the                      | Jack Kinney     | 1960 |
| 23 | Time Marches Backwards                      |                                               | Jack Kinney     | 1960 |
| 23 | The Wiffle Bird's Revenge                   | La vendetta dell'uccello fatato               | Seymour Kneitel | 1961 |
| 23 | Bullfighter Bully                           | Bulli e "arena"                               | Paul Fennell    | 1960 |
| 24 | Fleas a Crowd                               |                                               | Bob Bemiller    | 1960 |
| 24 | County Fair                                 | Alla fiera                                    | Seymour Kneitel | 1961 |
| 24 | Popeye and Buddy Brutus                     | Braccio di Ferro e il suo amico Bruto         | Jack Kinney     | 1960 |
| 24 | Lighthouse Keeping                          |                                               | Jack Kinney     | 1960 |
| 25 | Popeye the White Collar Man                 | Braccio di Ferro e l'uomo dal colletto bianco | Jack Kinney     | 1960 |
| 25 | A Mite of Trouble                           | La piccola peste                              | Seymour Kneitel | 1961 |
| 25 | Butler Up                                   | Maggiordomo si nasce                          | Seymour Kneitel | 1961 |
| 25 | Popeye's Picnic                             |                                               | Jack Kinney     | 1960 |
| 26 | Love Birds                                  | Amore in gabbia                               | Seymour Kneitel | 1961 |
| 26 | Skinned Divers                              |                                               | Jack Kinney     | 1960 |
| 26 | Bell Hop Popeye                             | Grand Hotel                                   | Jack Kinney     | 1960 |
| 26 | Popeye's Cool Pool                          | Fatelo da voi                                 | Jack Kinney     | 1960 |
| 27 | The Cure                                    | La cura                                       | Seymour Kneitel | 1961 |
| 27 | Forever Ambergris                           | Profumo di ricchezza                          | Jack Kinney     | 1960 |
| 27 | Going... Boing.. Gone                       | Fino all'ultimo panino                        | Seymour Kneitel | 1961 |
| 27 | Oil's Well That Ends Well                   |                                               | Seymour Kneitel | 1961 |
| 28 | The Baby Contest                            | Gare infantili                                | Seymour Kneitel | 1961 |
| 28 | Spinach Shortage                            |                                               | Jack Kinney     | 1960 |
| 28 | Bird Watcher Popeye                         |                                               | Jack Kinney     | 1960 |
| 28 | Who's Kiddin' Zoo                           | L'amico degli animali                         | Seymour Kneitel | 1961 |
| 29 | Motor Knocks                                | La stazione di servizio                       | Seymour Kneitel | 1961 |
| 29 | Timber Toppers                              |                                               | Jack Kinney     | 1960 |
| 29 | Robot Popeye                                | L'automa                                      | Seymour Kneitel | 1961 |
| 29 | Popeye the Lifeguard                        | Braccio di Ferro bagnino                      | Jack Kinney     | 1960 |
| 30 | College of Hard Knocks                      | Il laureato                                   | Paul Fennell    | 1960 |
| 30 | Duel to the Finish                          | Duello a sazietà                              | Seymour Kneitel | 1961 |
| 30 | The Medicine Man                            | Terapia d'urto                                | Seymour Kneitel | 1961 |
| 30 | Hag-Way Robbery                             | La rapina della strega marina                 | Gene Deitch     | 1960 |
| 31 | Messin' Up the Mississippi                  | Risalendo il Mississippi                      | Seymour Kneitel | 1961 |
| 31 | Egypt Us                                    | Braccio di Ferro e gli antichi egizi          | Tom McDonald    | 1960 |
| 31 | Myskery Melody                              | Melodia misteriosa                            | Seymour Kneitel | 1961 |
| 31 | Popeyed Fisherman                           | Provetto pescatore                            | Jack Kinney     | 1960 |
| 32 | Beaver or Not                               | Due pestifere bestiole                        | Gene Deitch     | 1960 |
| 32 | The Big Sneeze                              | Starnuti a gogo                               | Tom McDonald    | 1960 |
| 32 | Westward Ho-Ho                              | Il navigatore delle praterie                  | Jack Kinney     | 1960 |
| 32 | The Green Dancin' Shoes                     | Le scarpette verdi da ballo                   | Jack Kinney     | 1960 |
| 33 | Deserted Desert                             |                                               | Jack Kinney     | 1960 |
| 33 | The Ghost Host                              |                                               | Seymour Kneitel | 1961 |
| 33 | Wimpy's Lunch Wagon                         |                                               | Jack Kinney     | 1960 |
| 33 | Popeye's Folly                              | La nave a vapore                              | Jack Kinney     | 1960 |
| 34 | The Spinach Scholar                         | Allievo fuoriclasse                           | Seymour Kneitel | 1960 |
| 34 | Psychiatricks                               | Cura psichiatrica                             | Seymour Kneitel | 1960 |
| 34 | Coach Popeye                                | Il grande allenatore                          | Jack Kinney     | 1960 |
| 34 | Partial Post                                | Una lettera d'auguri                          | Gene Deitch     | 1961 |
| 35 | Tooth Be or Not Tooth Be                    | Denti sani, denti belli                       | Gene Deitch     | 1962 |
| 35 | Model Muddle                                |                                               | Gene Deitch     | 1961 |
| 35 | Poppa Popeye                                | Vuoi la pappa piccolino?                      | Seymour Kneitel | 1960 |
| 35 | Pest of the Pecos                           | Braccio di Ferro sceriffo                     | Jack Kinney     | 1960 |
| 36 | Madam Salami                                | La prova d'amore                              | Jack Kinney     | 1960 |
| 36 | I Bin Sculped                               |                                               | Bob Bemiller    | 1960 |
| 36 | Abdominal Snowman                           | Il compassionevole uomo delle nevi            | Paul Fennell    | 1960 |
| 36 | Golf Brawl                                  |                                               | Jack Kinney     | 1960 |
| 37 | Spinachonara                                | Spinacionara                                  | Jack Kinney     | 1960 |
| 37 | Operation Ice-Tickle                        | Ghiaccio polare                               | Seymour Kneitel | 1961 |
| 37 | Quick Change Olie                           | Cambio sfavorevole                            | Seymour Kneitel | 1960 |
| 37 | Popeye's Museum Piece                       | Pezzo da museo                                | Jack Kinney     | 1960 |
| 38 | Popeye's Pizza Palace                       |                                               | Jack Kinney     | 1960 |
| 38 | Popeye's Service Station                    |                                               | Jack Kinney     | 1960 |
| 38 | A Poil for Olive Oyl                        | Una perla per Olivia                          | Seymour Kneitel | 1961 |
| 38 | Jeep Jeep                                   | Il cane prodigio                              | Jack Kinney     | 1960 |
| 39 | Battery Up                                  |                                               | Jack Kinney     | 1960 |
| 39 | Popeye in the Woods                         | Braccio di Ferro nel bosco                    | Jack Kinney     | 1960 |
| 39 | There's No Space Like Home                  | Ballo in maschera                             | Gene Deitch     | 1960 |
| 39 | Hamburgers Aweigh                           | Un bastimento carico di... hamburger          | Seymour Kneitel | 1961 |
| 40 | Hill-Billy-Dilly                            | Lungo duello                                  | Jack Kinney     | 1960 |
| 40 | Ace of Space                                | Rissa stellare                                | Paul Fennell    | 1960 |
| 40 | Strikes, Spares an' Spinach                 | Lezione di boowling                           | Seymour Kneitel | 1960 |
| 40 | Sneaking Peeking                            | Il piccolo ficcanaso                          | Seymour Kneitel | 1961 |
| 41 | The Blubbering Whaler                       | Ninna nanna del marinaio                      | Jack Kinney     | 1960 |
| 41 | Popeye's Travels                            | I viaggi di Braccifer                         | Seymour Kneitel | 1960 |
| 41 | Bottom Gun                                  | Bruto il bandito                              | Jack Kinney     | 1960 |
| 41 | The Lost City of Bubble-lon                 | Pillole d'aria per Braccio di Ferro           | Gene Deitch     | 1960 |
| 42 | Autographically Yours                       | L'autografo più ambito                        | Seymour Kneitel | 1961 |
| 42 | Popeye and the Herring Snatcher             | Braccio di Ferro e i ladri di aringhe         | Jack Kinney     | 1960 |
| 42 | Where There's a Will                        | Le ultime volontà                             | Bob Bemiller    | 1960 |
| 42 | The Last Resort                             | Dove piovono i dollari                        | Tom McDonald    | 1960 |
| 43 | The Mark of Zero                            | Il segno di Zero                              | Seymour Kneitel | 1961 |
| 43 | The Square Egg                              | L'uovo quadrato                               | Jack Kinney     | 1960 |
| 43 | The Super Duper Market                      | Supermercato per gonzi                        | Jack Kinney     | 1960 |
| 43 | The Rain Breaker                            | Il re della pioggia                           | Seymour Kneitel | 1961 |
| 44 | Double Cross Country Feet Race              | La corsa longa                                | Jack Kinney     | 1960 |
| 44 | Rip Van Popeye                              | Tuoni, fulmini e saette                       | Jack Kinney     | 1960 |
| 44 | Sea Hagracy                                 |                                               | Jack Kinney     | 1960 |
| 44 | Popeye and the Magic Hat                    | Braccio di Ferro e il cappello fatato         | Jack Kinney     | 1960 |
| 45 | Insultin' the Sultan                        | Alla corte del sultano                        | Gene Deitch     | 1960 |
| 45 | Down the Hatch                              |                                               | Jack Kinney     | 1960 |
| 45 | It Only Hurts When They Laughs              | Per un pugno di risate                        | Seymour Kneitel | 1960 |
| 45 | Wimpy the Moocher                           | Lo scroccone                                  | Seymour Kneitel | 1960 |
| 46 | Mirror Magic                                | Specchio delle mie brame                      | Seymour Kneitel | 1960 |
| 46 | Jeopardy Sheriff                            | Le fandonie di Pappy                          | Tom McDonald    | 1960 |
| 46 | Canine Caprice                              | Capricci canini                               | Gene Deitch     | 1962 |
| 46 | Camel Aires                                 | A cavallo di un cammello                      | Jack Kinney     | 1960 |
| 47 | Popeye's Double Trouble                     |                                               | Seymour Kneitel | 1961 |
| 47 | Rags to Riches to Rags                      | Incauta scommessa                             | Seymour Kneitel | 1960 |
| 47 | Hair Cut-Ups                                | Sfumatura bassa                               | Seymour Kneitel | 1960 |
| 47 | Popeye Goes Sale-ing                        | Andando per saldi                             | Seymour Kneitel | 1960 |
| 48 | Spinach Greetings                           | Babbo Natale                                  | Seymour Kneitel | 1960 |
| 48 | Popeye in the Grand Steeple Chase           | La grande corsa a ostacoli                    | Jack Kinney     | 1960 |
| 48 | Valley of the Goons                         | La valle dei Gonzi                            | Seymour Kneitel | 1960 |
| 48 | William Won't Tell                          | L'arciere di ferro                            | Seymour Kneitel | 1961 |
| 49 | The Day Silky Went Blozo                    | Il giorno che Silky andò da Blozo             | Jack Kinney     | 1960 |
| 49 | Amusement Park                              | Al luna park                                  | Seymour Kneitel | 1961 |
| 49 | Me Quest for Poopdeck Pappy                 | In cerca di Poopdeck Pappy                    | Seymour Kneitel | 1960 |
| 49 | Roger                                       | Il cane parlante                              | Gene Deitch     | 1962 |
| 50 | The Golden Touch                            | Quel che tocca oro diventa                    | Jack Kinney     | 1960 |
| 50 | The Bathing Beasts                          | Chi va avanti?                                | Seymour Kneitel | 1961 |
| 50 | Moby Hick                                   | Moby Hick                                     | Seymour Kneitel | 1960 |
| 50 | Ballet de Spinach                           |                                               | Jack Kinney     | 1960 |
| 51 | Gem Jam                                     | I misteri dell'India                          | Seymour Kneitel | 1961 |
| 51 | Popeye's Hypnotic Glance                    | L'incantevole incanto                         | Jack Kinney     | 1960 |
| 51 | Boardering on Trouble                       | Di guaio in guaio                             | Seymour Kneitel | 1961 |
| 51 | Olive Drab and the Seven Sweapeas           | Olivia e i sette Pisellini                    | Jack Kinney     | 1960 |
| 52 | The Leprechaun                              | Lo gnometto                                   | Seymour Kneitel | 1961 |
| 52 | The Black Knight                            | Il cavaliere nero                             | Jack Kinney     | 1960 |
| 52 | I Yam Wot I Yamnesia                        | L'un per l'altro e l'altro per l'uno          | Jack Kinney     | 1960 |
| 52 | Popeye's Fixit Shop                         | L'orologio della discordia                    | Jack Kinney     | 1960 |
| 53 | Popeye and the Polite Dragon                | Drago gentile                                 | Jack Kinney     | 1960 |
| 53 | Have Time, Will Travel                      | Ho tempo - viaggerò                           | Gene Deitch     | 1961 |
| 53 | Intellectual Interlude                      | Interludio intellettuale                      | Gene Deitch     | 1961 |
| 53 | Voice from the Deep! or See Here, Sea Hag!! |                                               | Gene Deitch     | 1960 |
| 54 | Private Eye Popeye                          | Diamanti a merenda                            | Jack Kinney     | 1960 |
| 54 | Disguise the Limit                          | C'è gorilla e gorilla                         | Gene Deitch     | 1961 |
| 54 | Spoil Sport                                 | Uno scooter così                              | Gene Deitch     | 1961 |
| 54 | Popeye De Leon                              | Braccio di Leon                               | Jack Kinney     | 1960 |
| 55 | Uncivil War                                 | Guerra incivile                               | Jack Kinney     | 1960 |
| 55 | Dog-Gone Dog-Catcher                        | Attenti all'accalappiacani                    | Gene Deitch     | 1960 |
| 55 | Popeye's Corn-Certo                         | Il musichiere                                 | Jack Kinney     | 1960 |
| 55 | Seeing Double                               |                                               | Gene Deitch     | 1960 |